# Corynoneura scutellata
Corynoneura scutellata (лат.) — вид двукрылых насекомых рода Corynoneura семейства комаров-звонцов (Chironomidae). Один из самых мелких среди всех представителей семейства.

## Распространение
Голарктика.

## Описание
Длина тела 0,81—0,93 мм. Несмотря на миниатюрным размеры тела, у комара сохранены большинство систем органов, характерных для крупных представителей родственных групп. У C. scutellata есть крупные трахейные стволы и ветвящаяся система трахей, наблюдается концентрация ганглиев центральной нервной системы. Однако, редуцирована мускулатура головы и мускулатура, связанная с кишечником, а половая система занимает значительно меньший относительный объём по сравнению с таковой у миниатюрных насекомых из других отрядов.